# Drew Ray Tanner
Drew Ray Tanner (Victoria, 12 de febrero de 1992) es un actor canadiense, conocido por su papel de Fangs Fogarty en la serie Riverdale.

## Primeros años
Tanner nació el 12 de febrero de 1992 en Victoria, Columbia Británica. Creció en Aldergrove, Columbia Británica con su hermano mayor, Taylor Tanner y se graduó en la escuela de secundaria W. J. Mouat. Tanner actuó en espectáculos de teatro locales y a los 14 años se unió a una compañía de improvisación. En su último año de secundaria, hizo una audición para la producción de Spring, obteniendo el papel principal. El programa duró cuatro semanas y la última noche, Tanner decidió que esto era algo que quería perseguir.

## Carrera
Tanner comenzó a hacer una audición el día antes de cumplir 19 años de edad, hizo su primera actuación en la serie R.L. Stine's The Haunting Hour en 2011. Después de esto, fue elegido para varios papeles en los programas de televisión, Arrow, iZombie, Sobrenatural y Supergirl antes de actuar en la película, Los Power Rangers de Saban en 2017, que recibió críticas mixtas de los críticos.
En 2017, Tanner interpretó el papel recurrente de Jesse Reed en la serie dramática Somewhere Between antes de ser elegido como Fangs Fogarty en la serie dramática de CW, Riverdale, una adaptación televisiva del universo de Archie Comics. El viaje de Tanner a Riverdale comenzó en 2015, cuando inicialmente fue elegido para el papel de Jughead Jones y luego para Reggie Mantle, antes de ser elegido como Fangs, el miembro bisexual de las serpientes del lado sur. Después de aparecer en el programa desde la segunda temporada, fue ascendido a un papel principal para la quinta temporada.
En 2019, Tanner fue elegido como Charlie en la película de Netflix, Work It, que se estrenó en 2020.
En 2020, anunció que junto a su coprotagonista de Riverdale, Vanessa Morgan, habían formado un dúo musical llamado These Girls These Boys, y lanzaron un sencillo.
En 2024, protagonizó la película Boot Camp junto a Rachel Boudwin, una adaptación de la novela de Wattpad escrita por Gina Musa, con más de 27 millones de lectores. million reads.

## Filmografía

### Películas
| Año  | Título                | Papel       | Notas |
| ---- | --------------------- | ----------- | ----- |
| 2017 | Saban's Power Rangers | Young Lover |       |
| 2020 | Work It               | Charlie     |       |

### Televisión
| Año             | Título                         | Papel               | Notas                                                                                      |
| --------------- | ------------------------------ | ------------------- | ------------------------------------------------------------------------------------------ |
| 2011            | R.L. Stine's The Haunting Hour | Michael             | Episodio: "Pool Shark"                                                                     |
| 2012            | Fairly Legal                   | Persona de ascensor | Episodio: "Ripple of Hope"                                                                 |
| 2013            | Arrow                          | Rookie              | Episodio: "Trust But Verify"                                                               |
| 2013            | Motive                         | Tyson               | Episodio: "Crimes of Passion"                                                              |
| 2014            | Zapped                         | Chico sin camisa    | Película de televisión                                                                     |
| 2015            | iZombie                        | Sam                 | Episodio: "Dead Air"                                                                       |
| 2015            | Once Upon a Holiday            | Pat                 | Película de televisión                                                                     |
| 2016            | Dater's Handbook               | Phil                | Película de televisión                                                                     |
| 2016            | Supernatural                   | Cliff               | Episodio: "The Chitters"                                                                   |
| 2017            | Supergirl                      | Estudiante          | Episodio: "Supergirl Lives"                                                                |
| 2017            | Somewhere Between              | Jesse Reed          | Papel recurrente                                                                           |
| 2017            | All for Love                   | P.J. Salazar        | Película de televisión                                                                     |
| 2017            | All of My Heart: Inn Love      | Rusty               | Película de televisión                                                                     |
| 2017 - presente | Riverdale                      | Fangs Fogarty       | Reparto recurrente, 37 episodios (temporadas 2-4) Reparto principal (temporada 5—presente) |
| 2018            | Secret Millionaire             | Guardacoches        | Película de televisión                                                                     |
| 2019            | The Order                      | Todd Shutner        | Episodio: "Hell Week, Part One"                                                            |
| 2019            | You Me Her                     | Alex                | 2 episodios                                                                                |
| 2020            | 50 States of Fright            | David Freeman       | 2 episodios                                                                                |
| 2020            | Legends of Tomorrow            | Dion / Dionysus     | Episodio: "Freaks and Greeks"                                                              |

### Videos musicales
| Año  | Título                | Artista(s)             | Notas             |
| ---- | --------------------- | ---------------------- | ----------------- |
| 2020 | "Sleep When I'm Dead" | These Girls These Boys | Debut de cantante |